# Lee Remick
Lee Ann Remick (Quincy, 14 de dezembro de 1935 — Los Angeles, 2 de julho de 1991) foi uma atriz norte-americana.

## Biografia
Começou muito cedo no teatro, participando de grupos que realizavam turnês de verão pelo interior dos Estados Unidos da América. Aos 18 anos se apresentou em Nova Iorque e chamou a atenção do cineasta Elia Kazan que lhe ofereceu um bom papel no filme Um rosto na multidão.
Ela foi lançada pela Fox como a substituta de Grace Kelly, mas logo se revelou uma atriz de personalidade e se desvencilhou dessa imagem. Fez tanto papéis de jovens ingênuas como de mulheres perversas em sucessos como Anatomia de um crime, Rio violento, O mercador de almas, Escravas do medo, Vício maldito e Crime sem perdão.
Remick morreu em 2 de julho de 1991 aos 55 anos em sua casa em Los Angeles, de câncer de rim e fígado. Foi cremada no Westwood Memorial Park.
Em 1976 participou do seu maior sucesso de público, A profecia, de Richard Donner, como a "mãe" da criança que é o próprio filho do diabo.